# 龙羊峡水库
龙羊峡水库位于中華人民共和国青海省共和县与贵南县交界的黄河干流上，是中国库容量第二大的水库，仅次于三峡水库。龙羊峡水电站除发电外，还具有防洪、防凌、灌溉、养殖、旅游等效益。

## 技术概况
龙羊峡水电站上距黄河发源地1684公里，下至黄河入海口3376公里，是黄河上游第一座大型梯级电站。坝址位于龙羊峡峡谷进口下游1.5km处，两岸山坡陡峻，谷深约150m。1976年经地震部门确定坝区地震基本烈度为Ⅷ度，初步设计审定大坝抗震按Ⅸ度设防并按此建设。1994年复核评定坝区地震基本烈度为Ⅶ度。坝址以上流域面积131420平方公里，约占黄河流域面积的18％，多年平均流量650立方米/秒，平均年径流量205亿立方米。千年一遇洪峰流量7040m3/s。可能最大洪水洪峰流量10500m3/s。多年平均输沙量2 490t、含沙量1.21kg/m3。 
混凝土重力拱坝、坝身设中孔、深孔和底孔，左右岸重力墩、左右岸混凝土重力式副坝、右岸2孔溢洪道、坝后厂房等组成。挡水建筑物前缘总长1226m，其中主坝长367.6m，左右岸副坝分别为375m和340m，右岸重力墩长103.4m，溢洪道长40m。主坝为定圆心、定半径混凝土重力拱坝，坝顶高程2610m，最大坝高178m，拱坝外半径265m，坝顶宽15m，最大底宽80m，弦高比2，厚高比0.45。主坝共分18个坝段，坝段长18～24m，其中最宽的坝段设3条纵缝。大坝按1000年一遇洪水设计，设计洪水位2602.25m，相应控制下泄流量为4000m3/s；可能最大洪水校核，校核洪水位为2607m，相应控制下泄流量为6000m3/s。
正常蓄水位2600米，相应回水长度108千米，南北平均宽4.7千米，面积383平方千米，正常蓄水位相应库容247亿立方米。总库容274亿立方米。2021年7月初，龙羊峡水库设计汛限水位由2592米调整至2594米，汛期最大增蓄水量约8亿立方米，可减少汛期弃水量，提高中下游供水保障率，同时可增加发电量，也有利于下游防洪安全，提高下游河道及城镇防洪标准。死水位2530m，相应库容53.43亿m3。调节库容193.53亿立方米，为多年调节水库。控制着兰州断面水量的62%、黄河入海口水量的42%。电站装机容量128万千瓦，最大设计水头120m，保证出力589MW，多年平均年发电量59.42亿度。以6回330 kV输电线路出线，联入西北电网。经龙羊峡水库对黄河上游水量进行有效调节后，可使下游已建的刘家峡、盐锅峡、八盘峡、青龙峡4座水电站可增加保证出力254.8MW，增加年发电量6.59亿千瓦时。

## 历史
水利电力部西北勘测设计研究院设计。水电四局承担该工程。机电设备由东方电机厂制造。1976年2月施工先遣队进点作施工准备。1977年初步设计审查时核定为安装5台32万千瓦机组，总容量为160万千瓦。1977年12月龙羊峡水坝导流洞开始施工。1978年7月正式开工。1979年发现地质上的新问题，不允许在左岸开挖地下厂房，机组必须全部装于坝后。1979年11月，经水利电力部和第一机械工业部批准，最终选定安装4台机组，单机容量为32万千瓦，总容量为128万千瓦。1979年12月29日截流，开始进行大规模基坑开挖。1981年9月中旬，龙羊峡水库遭遇龙羊峡5570立方米每秒的150年一遇特大洪水，最高水位为2494.78米，15天洪水来量为58亿立方米，严重威胁了正在施工的基坑围堰与非常泄洪道边墙安全。一旦围堰漫堤溃决，龙羊峡库容9.8亿立方米将严重威胁下游刘家峡大坝与青海、甘肃、宁夏沿河地区的安全。为此，国务院决定紧急加高围堰4米，刘家峡增大泻量腾出库容，做到“四保”：一保龙羊峡；二保刘家峡；三保下游；四保包兰铁路。 此次危机成功被电力工业部部长李鹏化解，成为其享誉国内的政绩。1982年5月基坑开挖基本完成。1982年6月开始浇筑大坝混凝土。1986年9月，大坝混凝土浇至坝顶。1986年10月开始蓄水。在向黄河下游供水不停的前提下，水库蓄水至发电水位需历时一年。1987年9月底首台机组发电。1988年先后有两台机组投入运行。1989年6月全机组投入运行，1992年工程全部竣工。工程主体工程量：土石方开挖327.3万m3，混凝土浇筑316万m3。水库淹没耕地5 780 hm2，移民2.97万人。工程总投资27.8456亿元。
1978年4月，以共和县曲沟乡瓦里关村冬季牧场设立海南州龙羊峡办事处（县级），面积6.43平方公里。1989年7月，龙羊峡办事处改为龙羊峡行政委员会。2002年，撤销龙羊峡行政委员会，并入共和县，在原龙羊峡行政区设立龙羊峡镇。
1999年开始的竣工安全鉴定。2000年8月，《黄河龙羊峡水电站工程竣工验收安全鉴定报告》定稿。2018年11月5日9时，龙羊峡水电站水库的水位首达正常蓄水位2600米，这是龙羊峡水电站自1987年首台机组投产发电以来，水库蓄水32年首次达到正常蓄水位，标志着电站主要运行参数达到设计值，水库真正进入正常运行阶段，整个工程及水库将接受设计水位下的全面检验，将有效提高水库的发电效益和水资源利用效率。

## 光伏电站
在2013年，一座太阳能光伏电站建成，额定容量为320 MW（一期工程），覆盖9平方（3.5平方英里）。在2015年，另外的530 MW（二期工程）建成 ，覆盖了另外的14平方（5.4平方英里），建成了850 MW总容量的龙阳峡大坝太阳能公园，这是世界上最大的光伏电站之一。
太阳能发电站被集成到水力发电站。该太阳能公园耦合到一个水力发电机，其在调度电力到电网之前就自动调节输出以平衡来自太阳能的可变化发电。 这限制了与可变化太阳能发电相关的问题，同时有助于节约用水。龙羊峡水光互补光伏电站选址距离龙羊峡水电站上游36千米的黄河北岸的塔拉滩。2015年6月，两期共85万千瓦，为当时全球规模最大、最先进的水光互补光伏电站全部并网发电。龙羊峡水光互补光伏电站一年可发电14.94亿千瓦时。